# Wolfgang Stumph
Wolfgang Stumph (Wünschelburg, 31 gennaio 1946) è un attore e cabarettista tedesco.
Tra cinema e televisione, ha partecipato ad una quarantina di differenti produzioni, a partire dall'inizio degli anni novanta. Tra i suoi ruoli più noti, figura quello del commissario Wilfried Stubbe nella serie televisiva Stubbe - Von Fall zu Fall (1995-2014)); ha recitato inoltre in ruoli da protagonista in vari film per la televisione.
È il padre dell'attrice Stephanie Stumph.

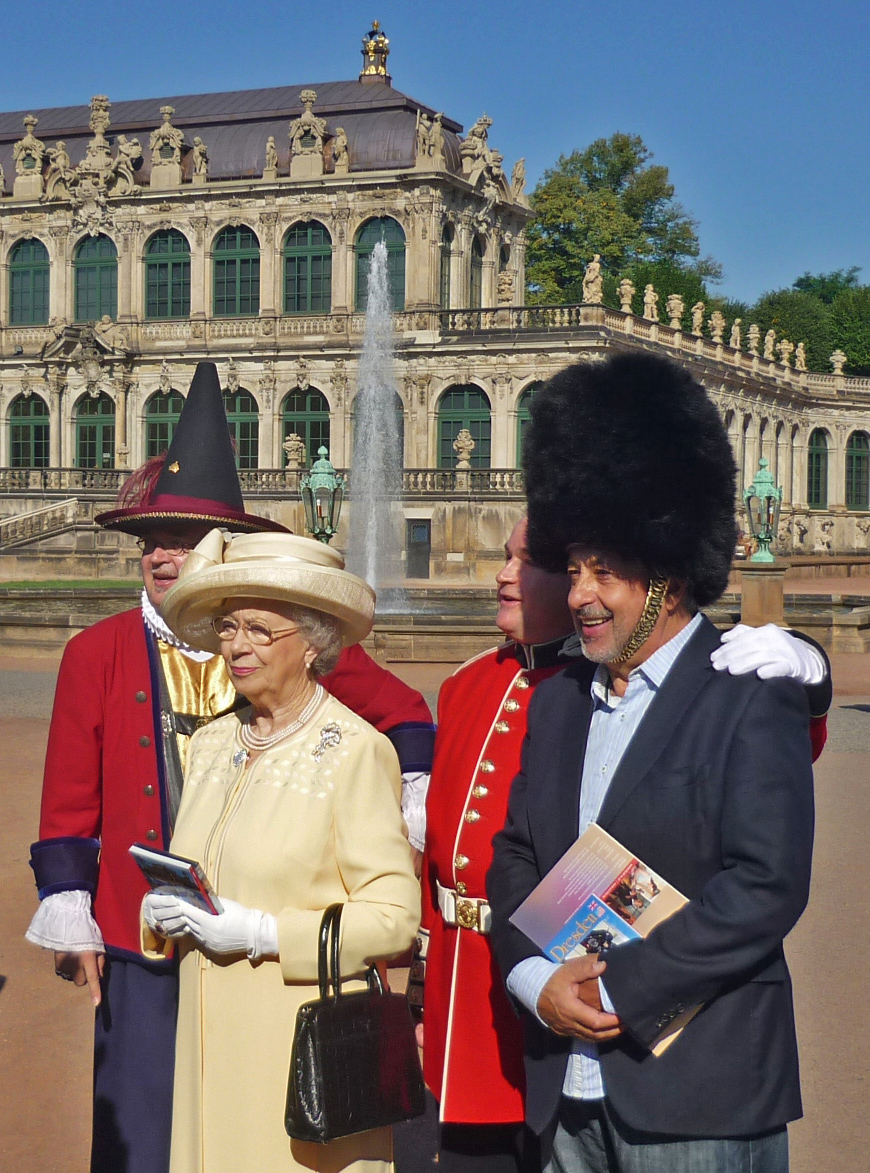
Wolfgang Stumph ritratto con una sosia della regina Elisabetta II di fronte allo Zwinger di Dresda

## Carriera
Nel 2015 recita in Weihnachts-Männer, remake tedesco del film La banda dei Babbi Natale.

## Filmografia parziale

### Cinema
- Quella Trabant venuta dall'Est (Go Trabi Go), regia di Peter Timm (1991)
- Ein Fall für TKKG: Drachenauge, regia di Ulrich König (1992)
- Das war der wilde Osten, regia di Wolfgang Büld e Reinhard Klooss (1992)
- Bis zum Horizont und weiter (1999)
- Heimatfilm!, regia di Daniel Krauss (2002)
- 300 ore per innamorarsi (Keinohrhasen), regia di Til Schweiger (2007)
- Dessau Dancers, regia di Jan Martin Scharf (2014)
- Marry Me - Aber bitte auf Indisch (2015)

### Televisione
- Salto postale - serie TV, 22 episodi (1993-1996)
- Stubbe - Von Fall zu Fall - serie TV, 50 episodi (1995-2014)
- Die Geliebte - serie TV (1996)
- Salto kommunale - serie TV, 25 episodi (1998-2001)
- Ein Stück vom Glück - film TV, regia di Rolf von Sydow (2001)
- Ein Sack voll Geld - film TV, regia di Hajo Gies (2002)
- Der Job seines Lebens - film TV, regia di Rainer Kaufmann (2003)
- Wieder im Amt: Der Job seines Lebens 2 - film TV, regia di Hajo Gies (2004)
- Eine Liebe in Königsberg - film TV, regia di Peter Kahane (2006)
- Beim nächsten Kind wird alles anders - film TV (2007)
- 30 Tage Angst - film TV (2009)
- Romeo und Jutta - film TV, regia di Jörg Grünler (2009)
- Stankowskis Millionen - film TV (2011)
- Weihnachts-Männer - film TV, regia di Franziska Meyer Price (2015)
- Harrys Insel - film TV (2017)

## Premi e riconoscimenti (lista parziale)
- 1991: nomination al Deutscher Filmpreis come miglior attore protagonista per Quella Trabant venuta dall'Est
- 1995: TeleStar come miglior attore in una serie TV per Salto postale
- 2004: Bayerischer Fernsehpreis come miglior attore in una serie o miniserie televisiva per Stubbe - Von Fall zu Fall